# Головмохові
Головмохові (Bryaceae) — родина мохів.

## Характеристики
Стебла переважно прямовисні. Листя від яйцеподібних до яйцювато-ланцетних. Коробочка від яйцеподібної до циліндричної форми, має шийку і зазвичай нахилена чи звисає. Перистома подвійна.

## Поширення
Родина поширена по всьому світу. Більшість видів ростуть переважно на ґрунті, рідше на скелі чи корі. Вони особливо поширені на відкритих піонерських і порушених ділянках, і тому часто в середовищах, де панує людина.

## Роди
Роди:
- Acidodontium Schwägr.
- Anomobryum Schimp. (e.g. Anomobryum julaceum)
- Brachymenium Schwägr.
- Bryum Hedw.
- Gemmabryum J.R. Spence & H.P. Ramsay
- Haplodontium Hampe
- Imbribryum N. Pedersen
- Leptostomopsis (Müll. Hal.) J. R. Spence & H. P. Ramsay (раніше частина Bryum)
- Mniobryoides Hörmann
- Ochiobryum J. R. Spence & H. P. Ramsay
- Osculatia De Not.
- Perssonia Bizot
- Plagiobryoides J. R. Spence
- Plagiobryum Lindb.[1][перевірити]
- Ptychostomum Hornsch. (раніше частина Bryum)
- Rhodobryum (Schimp.) Limpr. (e.g. Rhodobryum roseum)
- Rosulabryum J. R. Spence